# Kuolleiden talvi
Iarna morților (în finlandeză Kuolleiden talvi) este un film finlandez de scurtmetraj SF de groază din 2005 scris și regizat de Markus Heiskanen. Acesta spune povestea câtorva supraviețuitori din Finlanda devastată de iarna nucleară, unde a început o apocalipsă zombie.
Filmul a fost cel mai mare proiect al studioului de film Vesuri Productions până în prezent și primul în care echipa a avut la dispoziție un artist de storyboard și echipamente de iluminat. Planificarea filmului a început încă din septembrie 2004, iar filmările au început din februarie 2005. Filmul a avut premiera în luna mai a aceluiași an. Iarna morților a fost premiat ca un câștigător al competiției de film a revistei Kamera și a avut în mare parte o primire pozitivă din partea criticilor. Filmul a fost, de asemenea, luat în considerare pentru locul 3 la categoria tineret la Festivalul de Film SM din 2005.
Filmul a fost lansat pe DVD.

## Rezumat
Finlanda a suferit urmările unui război nuclear care au provocat o iarnă nucleară, iar radiațiile au transformat majoritatea supraviețuitorilor în zombi însetați de sânge.
Filmul este despre un bărbat pe nume Toni, care a supraviețuit atacurilor zombie și luptelor împotriva acestora în Savonia de Nord pustie, unde trăiește alături de un alt supraviețuitor, vecinul Risto, în frigul unei ierni nucleare. Cei doi sunt imuni la radiații. Ei merg din când în când pentru a găsi provizii dintr-un sat aparent pustiu din apropiere. Pe măsură ce filmul progresează, Toni găsește o femeie zăcând inconștientă în zăpadă, acesta o salvează și o duce în cabana sa. După ce își revine, femeia se prezintă ca fiind Marika. Și ea a supraviețuit atacurilor zombie ani de zile alături de alți câțiva supraviețuitori din oraș. În cele din urmă, însă, zombii au ucis pe toată lumea, cu excepția Marikăi, care a fugit în pădure preferând să moară înghețată decât mușcată de zombi. Toni spune că nu are nevoie de companie și că Marika poate sta cu el până când se vindecă, atâta timp cât nu îi stă în cale. După ceva timp, Toni se duce să ia provizii din sat însoțit de Marika. Când iau mâncare de la magazinul general, nebunul satului îi amenință cu o armă, pentru că, în opinia sa, "îi fură mâncarea". Nebunul satului îl împușcă pe Toni, dar Toni supraviețuiește. Marika trage mortal în nebunul satului.
Când se întorc la cabană, Marika are grijă de rana lui Toni. Risto apare și Marika pornește televizorul și recepționează o emisiune TV pentru prima dată în ultimii ani de zile. Aceasta dezvăluie că majoritatea zombilor nu au mâncat cum trebuie de mult timp și că cei mai mulți dintre aceștia vor muri de foame curând, în câteva săptămâni. În același timp, emisiunea avertizează, de asemenea, că, din cauza foamei, zombii se deplasează în turme din ce în ce mai mari și sunt și mai agresivi. În același timp, o hoardă mare de zombi atacă cabina celor trei. Ei trag în mulți zombi, dar unul reușește să-l muște pe Risto de picior. Ei decid să se salveze ademenind zombii pe gheață, unde Risto a instalat o bombă. Cu toate acestea, bomba nu are niciun fel de detonator sau cronometru de la distanță, ci trebuie declanșată manual. Risto se sacrifică și rămâne să detoneze bomba, astfel încât Marika și Toni să fie salvați. Marika și Toni fug la o distanță sigură, în timp ce zombii îl atacă pe Risto. Risto detonează bomba, ucigându-se pe sine și pe toți zombii.

## Distribuție
- Pasi Martikainen – Toni
- Antti Riuttanen – Risto
- Kirsti Savola – Marika
- Teemu Salonen – nebunul satului